# Verne (rzeka)
Verne – rzeka w południowej Francji o długości 23,7 km, przepływająca w całości przez departament Var (gminy La Môle i Collobrières). 
Źródła znajduje się na terenie pasma Massif des Maures, niedaleko klasztoru Chartreuse de la Verne. W środkowym biegu urządzono zbiornik retencyjny. Rzeka uchodzi do rzeki La Môle w miejscowości o tej samej nazwie.